# 中津村 (長野県更級郡)
中津村（なかつむら）は長野県更級郡にあった村。現在の長野市川中島町今井・川中島町原・川中島町今井原などにあたる。

## 歴史
- 1889年（明治22年）4月1日 - 町村制の施行により、今井村・原村の区域をもって発足。
- 1955年（昭和30年）4月1日 - 御厨村と合併して昭和村が発足。同日中津村廃止。

## 村長
- 飯島正一

## 経済

### 産業
農業
『大日本篤農家名鑑』によれば、中津村の篤農家は小出、飯島、伊藤、大久保、北澤、小泉、小出、島田、北澤、田島、高野姓の人物がいた。また篤農家の中でも飯島正治、小出誠一郎、田島傳蔵は『大日本紳士鑑』で紳士として紹介されている。
商工業
商人は、米穀肥料商の藪本春治郎、北澤彦治、牛馬肉卸小売り牛馬商の須田喜三郎などがいた。

## 交通

### 鉄道路線
現在は旧村域に信越本線の今井駅が所在するが、当時は未開業。

## 出身・ゆかりのある人物
- 飯島正治[2]（衆議院議員、六十三銀行頭取）
- 成沢伍一郎（上田市長） - 旧姓・小出。